# Mesorhoea sexspinosa
Mesorhoea sexspinosa is een krabbensoort uit de familie van de Parthenopidae. De wetenschappelijke naam van de soort is voor het eerst geldig gepubliceerd in 1871 door Stimpson.